# Buk lesní stříhanolistý v Žamberku
Buk lesní stříhanolistý (Fagus sylvatica 'Asplenifolia')  je památný strom, je kultivarem buku lesního. Strom roste v parčíku Vojáčkovy sady, vzniklém na konci 19. století na místě zrušeného starého hřbitova v obci Žamberk v okrese Ústí nad Orlicí. Parčík byl pojmenován po okresním hejtmanovi Karlu Vojáčkovi, který se o založení parku zasloužil.
Koruna stromu sahá do výšky 18 m, obvod kmene měří 190 cm (měření 1994). Stáří stromu je přibližně 100 let. Strom je chráněn od roku 1994 jako dendrologicky cenný taxon.

## Stromy v okolí

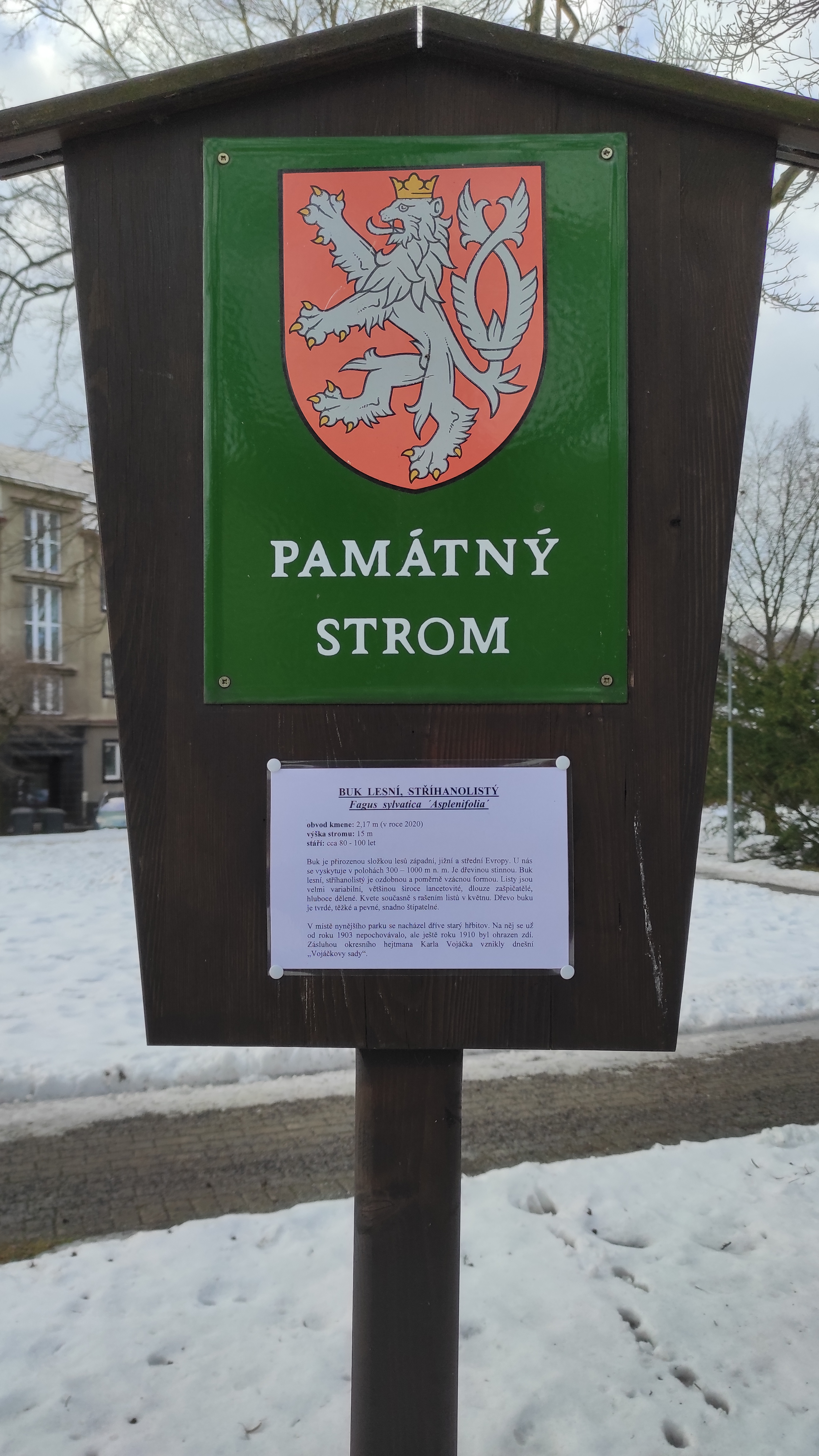
Informační cedule Buk lesní stříhanolistý

- Bratrská lípa v Kunvaldu
- Hrušeň planá v Žamberku
- Klášterecký klen
- Vejdova lípa